# Song Zhezong
Song Zhezong (宋哲宗T, sòng zhézōngP; 4 gennaio 1076 – Kaifeng, 23 febbraio 1100) è stato un imperatore cinese della dinastia Song.
Il suo nome personale dopo l'incoronazione era Zhào Xù. Regnò tra il 1085 e il 1100. 
Zhezong era il figlio dell'imperatore Shenzong. Salì al trono all'età di 10 anni sotto la supervisione dell'Imperatrice imperatrice Gao. Sotto la reggenza dell'imperatrice Gao, vari conservatori come Sima Guang furono nominati cancelliere. Sima Guang ha immediatamente interrotto i miglioramenti socio-economici intrapresi da Wang Anshi. Zhezong non aveva alcun potere reale fino alla morte dell'Imperatrice nel 1093. A quel tempo, Zhezong depose Sima Guang e riavviò le riforme di Wang Anshi. 
Zhezong è stato uno dei migliori imperatori della dinastia Song. Ridusse le tasse, interruppe tutti i negoziati con l'Impero Tangut e continuò il conflitto armato finché Xixia non adottò posizioni meno aggressive con l'Impero Song. Nel complesso, il regno di Zhezong ha dato una spinta alla dinastia Song, ma non è riuscito a fermare le controversie tra i membri conservatori del suo governo e l'ala liberale, a sostegno delle riforme di Wang Anshi. Questa disputa portò nel dodicesimo secolo alla caduta della canzone del Nord.
Zhezong aveva due imperatrici: Meng e più tardi Liu (1078-1113?). La coppia aveva un bambino morto prima del suo primo compleanno e due femmine.
Zhezong morì nel 1100 a Kaifeng a soli 24 anni e gli successe il fratello minore. Dopo la morte dell'imperatore Zhezong, l'imperatrice Lui fu chiamata imperatrice vedova Liu e si suicidò all'età di 35 anni.